# Ashkūtān
Ashkūtān (persiska: اشکوتان) är en ort i Iran.   Den ligger i provinsen Västazarbaijan, i den nordvästra delen av landet, 500 km väster om huvudstaden Teheran. Ashkūtān ligger 1 547 meter över havet och antalet invånare är 170.
Terrängen runt Ashkūtān är varierad. Ashkūtān ligger uppe på en höjd.Runt Ashkūtān är det ganska tätbefolkat, med 155 invånare per kvadratkilometer. Närmaste större samhälle är Būkān, 17,6 km söder om Ashkūtān. Trakten runt Ashkūtān består i huvudsak av gräsmarker.